# Sliač
Sliač (în maghiară Szliács) este un oraș din Slovacia cu 4.618 locuitori. Orașul este cunoscut pentru izvoarele sale calde de vindecare și pentru un aeroport care a fost folosit atât pentru scopuri militare, cât și civile.

## Istoric
Orașul a luat naștere printr-o fuziune a două sate, Hájniky și Rybáre, în 1959 și a primit numele "Sliač". Cu toate acestea, ambele așezări originale sunt mult mai vechi. Biserica gotică din Hájniky a fost menționată pentru prima dată în 1263 (când teritoriul a aparținut Regatului Ungariei) și există dovezi arheologice ale coloniștilor slavici care trăiesc în zonă încă din secolul al VI-lea. Unele dovezi indică, de asemenea, că istoria așezării se întinde până la anul 2000 î.H. Aeroportul, cunoscut anterior ca Letisko Tri Duby ("Aeroportul Three-Oaks") datorită numelui zonei în care se afla, a jucat rolul strategic esențial în timpul revoltei naționale slovace.

## Demografie
| An:                | 1994 | 2004   | 2014   | 2024   |
| ------------------ | ---- | ------ | ------ | ------ |
| Număr de persoane: | 4982 | 4853   | 5015   | 4788   |
| Diferență:         |      | −2,58% | +3,33% | −4,52% |

| An:                | 2023 | 2024   |
| ------------------ | ---- | ------ |
| Număr de persoane: | 4761 | 4788   |
| Diferență:         |      | +0,56% |

În 2005, Sliač a avut o populație de 4.812. Conform recensământului din 2001, 96,1% dintre locuitori erau slovaci și 2,3% cehi. Religia a constituit 46,1% dintre romano-catolici, 26,7% oameni fără afiliere religioasă și 22,1% luterani.